# Apareiodon vladii
Apareiodon vladii är en fiskart som beskrevs av Carla Simone Pavanelli 2006. Apareiodon vladii ingår i släktet Apareiodon och familjen Parodontidae. Inga underarter finns listade i Catalogue of Life.